# 22 km (osiedle wiejskie Stiepaniki)
22 km (ros. 22 км) – przystanek kolejowy w lasach, w rejonie wiaziemskim, w obwodzie smoleńskim, w Rosji. Położony jest na linii Wiaźma – Kaługa, w oddaleniu od skupisk ludzkich. Najbliższą miejscowością jest Szymanowo.